# Fresnay-le-Comte
 Fresnay-le-Comte  es una población y comuna francesa, en la región de  Centro, departamento de Eure y Loir, en el distrito de Chartres y cantón de Chartres-Sud-Ouest.

## Demografía
| 257 | 246 | 265 | 261 | 308 | 317 |
| Para los censos de 1962 a 1999 la población legal corresponde a la población sin duplicidades (Fuente: INSEE [Consultar]) |     |     |     |     |     |